# Новикомбанк
Новико́мбанк — российский банк государственной корпорации «Ростех», специализирующийся на финансировании предприятий высокотехнологичных отраслей экономики, машиностроения, автомобильной промышленности и нефтегазовой отрасли. Банк входит в 25 крупнейших банков России. Является участником системы страхования вкладов.
C 2015 года входил в различные санкционные списки США. 24 февраля 2022 года включен в список SDN, предусматривающий максимально возможные ограничения и полную заморозку активов. Позже к санкциям присоединился Евросоюз, Австралия, Япония и ряд других стран, кроме того банк был отключен от SWIFT.

## История
Банк был создан в 1993 году в форме товарищества с ограниченной ответственностью. Его учредителями выступили московский концерн «Мостекс», работавший в текстильной промышленности, АО «Нафтам», Межотраслевой научно-исследовательский центр оптико-физических исследований окружающей среды, «Мультичип Русские технологии», корпорация «Центр», конструкторское бюро «Лира», Государственный академический народный оркестр имени Осипова, фирмы «Сансет», «Релакс» и «Гавер». Среди акционеров в разные годы были региональная общественная организация «Ветераны внешней разведки» и ОАО «АвтоВАЗ».
Весной 1999 года «Новикомбанк» был преобразован в закрытое акционерное общество, а осенью 2014 года организационно-правовая форма была изменена на акционерное общество.
В декабре 2004 года кредитная организация стала участником системы страхования вкладов физических лиц (АСВ).
В 2011 году впервые в составе акционеров появилась государственная корпорация «Ростехнологии», собравшая к середине 2018 года 100 % акций банка.

## Деятельность
АО «АКБ «Новикомбанк» — крупный специализированный банк подконтрольный ГК «Ростех». Обслуживает и кредитует преимущественно корпоративных клиентов, включая крупнейшие российские предприятия высокотехнологичных отраслей, авиации и автопрома. Основной источник фондирования — средства корпоративных клиентов.
Головной офис находится в Москве, 5 филиалов расположены в Санкт-Петербурге, Нижнем Новгороде, Ростове-на-Дону, Тольятти и Новосибирске. Также у банка 13 дополнительных и 10 операционных офисов.

## Санкции
В декабре 2015 года, вследствие аннексии Крыма Россией, «Новикомбанк» был включён в санкционный список США. В 2018 США за сотрудничество российских структур с КНДР наложила на ряд банков с государственным участием секторальные санкции (Sectoral Sanctions Identifications List).
24 февраля 2022 года в связи со вторжением России на Украину включён наряду с рядом банков с госучастием в блокирующий санкционный список США, SDN, предусматривающий максимально возможные ограничения и полную заморозку активов, а также отключен от системы межбанковских платежей SWIFT.В марте США ввели санкции против председателя банка Елены Георгиевой.
24 февраля 2022 года банк был также внесён в санкционный список Канады «за роль в обеспечении или поддержке неспровоцированного и неоправданного вторжения России в Украину».
8 апреля 2022 года, в рамках пятого пакета санкций, банк попал в санкционный список стран Евросоюза так как банк «получает выгоду от правительства Российской Федерации, которое несет ответственность за аннексию Крыма и дестабилизацию Украины».
Также в апреле, по аналогичным основаниям, банк попал в санкционные списки Японии, Австралии и Новой Зеландии. Банк утверждал, что внешнеэкономические санкции не затронут его деятельность.

## Собственники и руководство
В конце 2008 года после допэмиссии акций в состав акционеров банка вошло ОАО «АвтоВАЗ», в 2011 году продавшее свой 20-процентный пакет ГК «Ростехнологии» (прежнее название «Ростеха»). В конце мая 2014 «Ростех» приобрёл 23,63% акций банка. В апреле 2018 года он довёл свою долю до 74,23 %, а 26 июля того же года заключила соглашения о выкупе долей у всех оставшихся акционеров. Таким образом госкорпорация собрала 100 % «Новикомбанка».
С 14 марта 2016 года председателем правления «Новикомбанка» является Елена Георгиева, прежде с 2013 возглавлявшая казначейство «Ростеха».

## Финансовые показатели
В 2021 году банк получил 11,9 млрд рублей чистой прибыли по стандарту МСФО. Годом ранее чистая прибыль составила 11,42 млрд рублей. Активы банка к 1 января 2020 года составили 648,6 млрд рублей (рост за год на 15,2 %), размер собственных средств по итогам отчетного года составлял 61,58 млрд рублей. «Новикомбанк» по итогам 2021 года занимал 21-е место по размеру активов в рэнкинге «Интерфакс-100».

## Оценки рейтинговых агентств
Рейтинговое агентство АКРА в 2018 году присвоило Новикомбанку рейтинговую оценку A(RU) со стабильным прогнозом. Рейтинг ежегодно подтверждался, в 2021 году был повышен до A+(RU), в 2023 - до AA-(RU) (подтверждён в 2024 году).
Рейтинговое агентство «Эксперт РА» в 2008 году повысило банку рейтинговую оценку А, в 2013 рейтинг был повышен до A+, в 2016 понижен до B++. В 2017 году рейтинг был заменён на ruBB-, в 2018 повышен до ruBBB-, в 2019 до ruA-, в 2021 до ruA, в 2022 до ruA+, а в 2024 - до ruAA- со стабильным прогнозом.   
В июле 2022 года рейтинговое агентство «Национальные кредитные рейтинги» присвоило Новикомбанку кредитный рейтинг AA-.ru со стабильным прогнозом, рейтинг подтверждён в 2023 и в 2024 годах.
1 марта 2022 года международное рейтинговое агентство Moody’s отозвала рейтинг «Новикомбанка». До того долгосрочный рейтинг депозитов находился на уровне «Ba3» с «позитивным» прогнозом, долгосрочная оценка риска контрагента (CR) — «Ba2(cr)», долгосрочный рейтинг риска контрагента (CRR) — «Ba2», краткосрочные рейтинг депозитов и CRR — «Not Prime», краткосрочная CR — «Not Prime(cr)».

## Награды и премии
Лауреат премии «Банковское дело» (2016).
По итогам конкурса «Экспортер года — 2014» «Новикомбанк» признан «Самым экспортно-ориентированным российским банком».